# Żębocin
Żębocin – wieś w Polsce położona w województwie małopolskim, w powiecie proszowickim, w gminie Proszowice.
W 1595 roku wieś położona w powiecie proszowskim województwa krakowskiego była własnością wojewody kijowskiego Konstantego Wasyla Ostrogskiego. W latach 1975–1998 miejscowość administracyjnie należała do województwa krakowskiego.

## Położenie

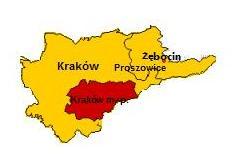
Żębocin na tle powiatów: proszowickiego i krakowskiego

Wieś administracyjnie położona jest w województwie małopolskim na północny wschód od Krakowa, w powiecie proszowickim, gmina Proszowice. Pod względem historycznym i kulturowym Żębocin leżą w Małopolsce, w ziemi krakowskiej.

## Części wsi
| SIMC    | Nazwa     | Rodzaj    |
| ------- | --------- | --------- |
| 0332417 | Wygwizdów | część wsi |
| 0332423 | Wysiółek  | część wsi |

## Historia
- 1050 – według tradycji powstał kościół. Plebanem został Stanisław Szczepanowski, późniejszy biskup krakowski. Miał on sadzić lipy wokoło kościoła.
- Pocz. XII wieku – legenda o Małgorzacie, żonie dziedzica Żębocina, Mikołaja. Miała ona mieszkać w wieży kościelnej, odcięta od świata, aby nie narażać czci niewieściej w czasie wojennej wyprawy męża na Ruś. Pożywienie podawano jej na sznurze. Jeszcze w XVIII wieku pokazywano jej izdebkę, a w niej pień lipy sadzonej przez św. Stanisława.
- Poł. XIII wieku – budowa obecnego gotyckiego kościoła.
- 1326 – parafia należała do dekanatu pleszewskiego.
- 1444 – wzmiankowany Stanisław Szydłowiecki dziedzic wsi i pobliskiej Kowali.
- 1475 – Jan Długosz wymienia „Zamboczin” z kościołem i parafią, która pobiera dziesięcinę z folwarku w pobliskiej Kowali.
- 1595 – Żębocin w dekanacie proszowickim. Wizytacja biskupia odnotowuje murowany kościół parafialny pw. św. Stanisława i św. Małgorzaty. Plebanem został Stanisław z Proszowic. Wikary miał osobny dom z ogrodem. Istnieje szkoła, której rektor także miał dom z ogrodem. Wymieniono pola plebańskie i czynsze z pól m.in. w Żerkowicach, Więckowicach i Żębocinie. Do parafii należały: Żębocin, Kowala, Więckowice, Żerkowice, Grębocin i Dobranowice. Opisano wyposażenie kościoła, m.in. księgi i srebrne naczynia liturgiczne.
- XVII wiek – Żębocin w rękach Szembeków.
- 1614 – 14 grudnia ponowna konsekracja kościoła, dokonana przez bp. Waleriana Lubienieckiego z upoważnienia Piotra Tylickiego, biskupa krakowskiego.
- 1619 – do zespołu plebańskiego należy kościół murowany, dzwonnica drewniana z trzema dzwonami (czwarty na wieży kościelnej), dom plebana z ogrodem, szkoła, dom organisty oraz wikarówka (nie zamieszkała). Kościół w nie najlepszym stanie, gdyż zalecana jest reperacja. W parafii oprócz Żębocina Żerkowice, Kowala, Więckowice.
- 1629 – opisano kościół, wspomniano m.in. o odnowieniu ołtarza głównego, ławki w złym stanie, wymieniono kamienną chrzcielnice, srebrna monstrancję, naczynia liturgiczne.
- 1648 – w inwentarzu wspomniano o mitrze św. Stanisława i pniu lipy sadzonej według tradycji przez świętego oraz o co piątkowej mszy za męczennika.
- 1728 – kościół posiadał drewniane wyposażenie i organy, z zewnątrz spękany. Drewniana dzwonnica mieściła trzy dzwony. Plebania z sadem i ogrodem, szpital i szkoła. Parafia liczyła 500 dusz z Żębocina, Kowali, Żerkowic, Grębocina, Więckowic.
- 1757–1783 – przebudowa kościoła i wprowadzenie barokowego wystroju wnętrza. Z 1783 zachował się obszerny opis kościoła i otoczenia w języku polskim m.in. wylicza w parafii 670 dusz, obszerną plebanię.
- 1776 – budowa nowej murowanej dzwonnicy barokowej fundacji proboszcza ks. Jerzego Dobrzyńskiego.
- 1827 – według spisu ludności było we wsi 193 mieszkańców w 43 domach.
- 1905 – szkoły w Żębocinie i Kowali jedynymi szkołami wiejskimi w rejonie Proszowic gdzie nauczycielem społecznikiem był Piotr Kaszycki.
- 1925 – budowa nowej plebanii.
- 1989 - nadanie nazwy Armii "Kraków" miejscowej szkole podstawowej. Była to pierwsze upamiętnienie Armii „Kraków”. Uroczystość odbyła się 17 września 1989 roku.

## Zabytki
Obiekty wpisane do rejestru zabytków nieruchomych województwa małopolskiego.

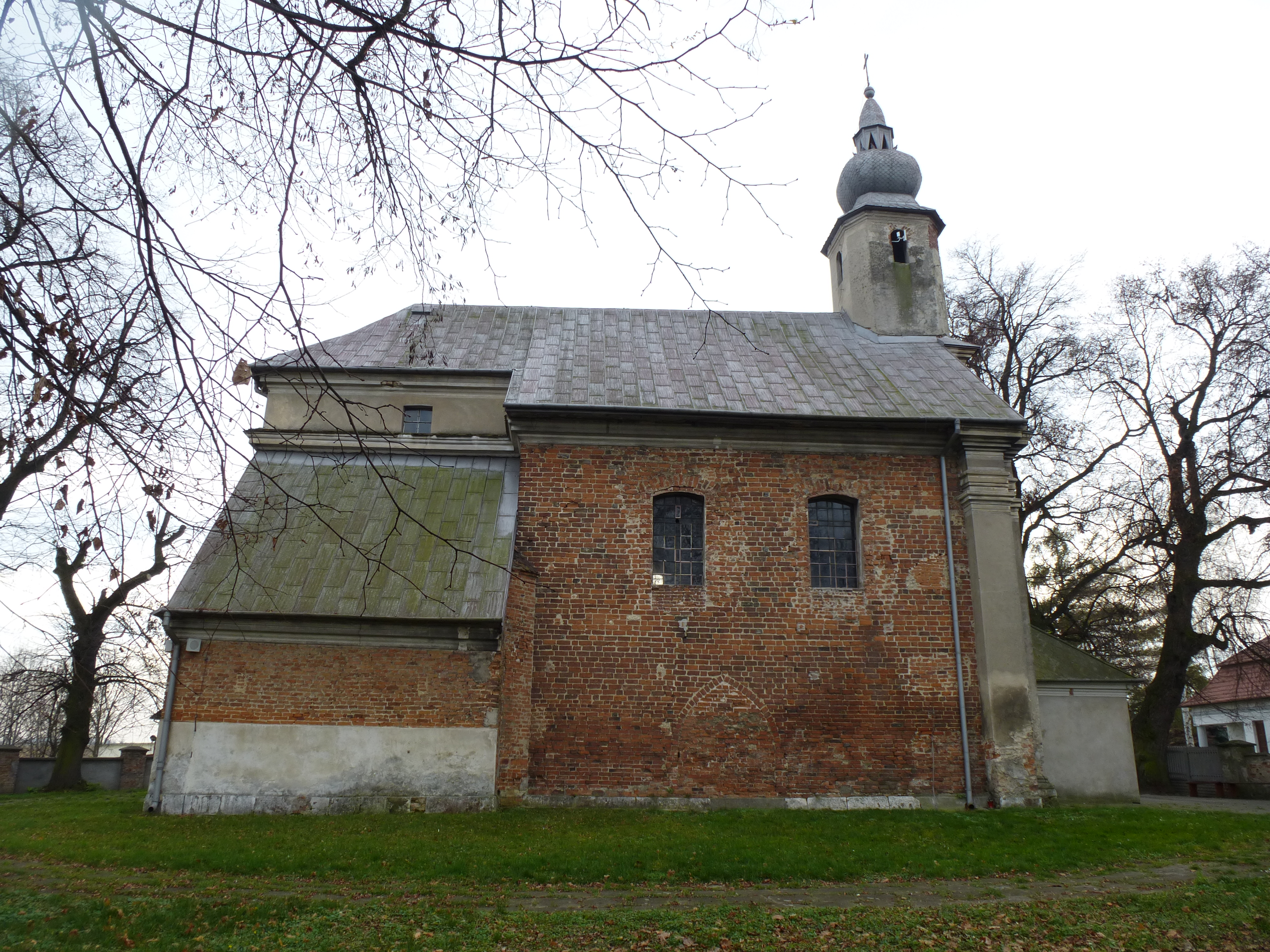
Kościół parafialny

- Kościół parafialny pw. św. Małgorzaty i św. Stanisława bpa, dzwonnica, otoczenie;
- plebania, otoczenie, drzewostan.